# Jurij Pobedonostsev
Jurij Pobedonostsev (russisk: Ю́рий Серге́евич Победоно́сцев) (født 20. august 1910 i Moskva i det Russiske Kejserrige, død 18. januar 1990 i Moskva i Sovjetunionen) var en sovjetisk filminstruktør.

## Filmografi
- Sag i taiga (Случай в тайге, 1953)[1][2]
- Okh uzj eta Nastja! (Ох уж эта Настя!, 1971)
- Tjestnoje volsjebnoje (Честное волшебное, 1975)
- Bezbiletnaja passazjirka (Безбилетная пассажирка, 1978)